# Derio (Acarnania)
Derio (en griego Δήριον) fue una antigua ciudad de Acarnania (Grecia).
La ciudad aparece atestiguada por testimonios epigráficos de los siglos IV y III a. C. entre los que se encuentran un registro de teorodocos para acoger a teoros de Nemea que pertenece a los años 331/0-313 a. C., una inscripción en el santuario de Asclepio de Epidauro donde se nombra próxeno a un ciudadano de Derio y un tratado entre etolios y acarnanios del siglo III a. C. Los habitantes de Derio son también mencionados por Diodoro Sículo, que indica que hacia el año 314 a. C. se establecieron en Agrinio por consejo de Casandro de Macedonia.
Probablemente estaba ubicada en la actual Skurtu, concretamente en la colina de Strongilovunio ("monte redondo").